# Willie Smit
Willem Jacobus (Willie) Smit (Lydenburg, 29 december 1992) is een Zuid-Afrikaans wielrenner die sinds 2022 rijdt bij China Glory.

## Carrière
In januari 2013 werd Smit derde op het nationale kampioenschap tijdrijden voor beloften, waar hij ruim anderhalve minuut langzamer was dan winnaar Louis Meintjes. In december van dat jaar werd hij, achter Daniel Teklehaimanot, tweede op het Afrikaanse kampioenschap tijdrijden voor eliterenners. Omdat hij in de beloftencategorie wel de snelste tijd had neergezet, won Smit het kampioenschap bij de beloften.
In februari 2017 wist Smit wederom op het podium van het nationale kampioenschap tijdrijden te eindigen: ditmaal werd hij tweede bij de eliterenners, bijna twee minuten na Daryl Impey. Drie dagen later stond hij ook na de wegrit op het podium, samen met winnaar Reinardt Janse van Rensburg en Stefan de Bod. Nadat hij in de tijdrit op de Afrikaanse kampioenschappen vierde was geworden won Smit drie dagen later de wegwedstrijd, waarin hij de sterkste in een groep van negen renners bleek. In augustus won hij, na vijfmaal bij de beste vijf renners te zijn gefinisht (één overwinning), zowel het eind- als het puntenklassement van de Tour Meles Zenawi. Door zijn overwinning loste hij Meron Abraham af als leider in de UCI Africa Tour. Die leidende positie kwam in de Ronde van Ivoorkust, de laatste wedstrijd van de Africa Tour, niet meer in gevaar, waardoor Smit Tesfom Okubamariam opvolgde als eindwinnaar. In september werd bekend dat Smit in 2018 de overstap zou maken naar Team Katjoesja Alpecin.

## Overwinningen
2013
 Afrikaans kampioen tijdrijden, Beloften
2015
Eindklassement Ronde van Mauritius
2017
 Afrikaans kampioen op de weg, Elite
5e etappe Tour Meles Zenawi
Eind- en puntenklassement Tour Meles Zenawi
UCI Africa Tour
2023
Alanya CUP
2024
1e etappe Ronde van Sakarya
Eindklassement Ronde van Sakarya

## Resultaten in voornaamste wedstrijden
| Jaar | Ronde van Italië | Ronde van Frankrijk | Ronde van Spanje |
| ---- | ---------------- | ------------------- | ---------------- |
| 2017 |                  |                     |                  |
| 2018 |                  |                     |                  |
| 2019 |                  |                     | 118e             |
| 2020 |                  |                     | 73e              |
| 2021 |                  |                     |                  |

| Jaar | Gent-Wevelgem | Amstel Gold Race | Ronde van Lombardije | Waalse Pijl | Clásica San Sebastián |  | WK op de weg |  | Wereldranglijsten |
| ---- | ------------- | ---------------- | -------------------- | ----------- | --------------------- |  | ------------ |  | ----------------- |
| 2017 |               |                  |                      |             |                       |  | opgave       |  |                   |
| 2018 |               | opgave           | 90e                  | 74e         | 72e                   |  |              |  | 408e (UWT)        |
| 2019 | opgave        | opgave           |                      | opgave      | 67e                   |  |              |  | 1881e (UWR)       |
| 2020 |               |                  |                      |             |                       |  |              |  |                   |
| 2021 |               |                  |                      |             | opgave                |  |              |  |                   |

## Ploegen
- 2014 –  Vini Fantini Nippo
- 2018 –  Team Katjoesja Alpecin
- 2019 –  Team Katjoesja Alpecin
- 2020 –  Burgos-BH
- 2021 –  Burgos-BH
- 2022 –  China Glory Continental Cycling Team
- 2023 –  China Glory Continental Cycling Team
- 2024 –  China Glory-Mentech Continental Cycling Team
- 2025 –  China Glory-Mentech Continental Cycling Team

Belkov · Biermans · Boswell · Cras · Dowsett · Fabbro · Gonçalves · Haas · Haller · Hollenstein · Kittel · Kišerlovski · Koeznetsov · Kotsjetkov · Lammertink · Machado · Martin · Mathis · Planckaert · Politt · Restrepo · Smit · Špilak · Würtz Schmidt · Zabel · Zakarin
Battaglin · Biermans · Boswell · Cras · Debusschere · Dowsett · Fabbro · Gonçalves · Guerreiro · Haas · Haller · Hollenstein · Kittel · Koeznetsov · Kotsjetkov · Navarro · Politt · Smit · Špilak · Strachov · Tanfield · Würtz Schmidt · Zabel · Zakarin